# Richard Lestock
Richard Lestock (22. února 1679, Portsmouth, Anglie – 17. prosince 1746, Portsmouth, Anglie) byl britský admirál. Od dětství sloužil u námořnictva a zúčastnil se válek v Evropě a v koloniích. Vyšších hodností dosáhl až za války o rakouské dědictví, od roku 1743 byl viceadmirálem. Po bitvě u Toulonu (1744) byl spolu se svým nadřízeným admirálem Mathewsem předvolán před válečný soud. Na rozdíl od Mathewse se rozhodnutím soudu mohl vrátit do aktivní služby (1746), zemřel však krátce poté.

## Životopis
Pocházel z rodiny s tradiční službou v námořnictvu, jeho otec Richard Lestock (†1713) velel obchodním lodím, ale zúčastnil se také bitev za války o španělské dědictví. Richard vstoupil do námořnictva pod velením svého otce již v roce 1690, na počátku války o španělské dědictví byl povýšen na poručíka (1701) a zúčastnil se námořních tažení ve Středomoří, mimo jiné v bitvě u Malagy. Bojoval pod velením admirálů C. Shovella a G. Bynga, v roce 1706 dosáhl hodnosti kapitána. Na cestě z Alicante do Lisabonu v dubnu 1709 byl donucen vzdát se francouzské přesile. Byl postaven před válečný soud za ztrátu lodi, ale byl osvobozen. V letech 1710–1712 sloužil v Karibiku, do konce války o španělské dědictví byl pak mimo aktivní službu. Znovu byl povolán za války Aliance čtyř a s admirálem Byngem vybojoval vítěznou bitvu u mysu Passaro (1718).
Přes přízeň vlivného admirála Bynga byl v letech 1718–1728 opět mimo aktivní službu, poté pod Charlesem Wagerem sloužil ve Středomoří. V roce 1732 byl jmenován velitelem na Jamajce, ale kvůli nepřízni počasí nevyplul a nakonec nahrazen Chalonerem Ogle. Ve 30. letech Lestockova kariéra stagnovala a v povyšování jej přeskakovali služebně mladší kapitáni, nakonec se v roce 1739 připojil k Oglovi v Karibiku a pod velením Edwarda Vernona se zúčastnil bitvy u Cartageny. Na počátku války o rakouské dědictví byl převelen do Středomoří a po onemocnění admirála N. Haddocka byl jmenován dočasným vrchním velitelem středomořské flotily. V rychlém sledu byl povýšen na kontradmirála (1742) a viceadmirála (1743), ale oficiálně se vrchním velitelem stal nakonec admirál Thomas Mathews. Napjaté vztahy mezi oběma admirály vedly ke špatné koordinaci operací během bitvy u Toulonu v únoru 1744. Bitva skončila sice nerozhodně, ale v dobovém kontextu byla vnímána jako britská porážka. Mathews a Lestock byli povoláni do Londýna před válečný soud, před nímž se navzájem obviňovali z neschopnosti. Lestock se nakonec díky vlivným přátelům udržel ve svém postavení, zatímco Mathews byl vyškrtnut ze seznamu námořních důstojníků a odeslán do penze. Lestock se díky rozhodnutí válečného soudu mohl v roce 1746 vrátit do aktivní služby, zemřel však ještě téhož roku.
Richard Lestock byl ženatý a je známo, že měl syna Richarda narozeného v roce 1723, ale další informace o něm nejsou, takže pravděpodobně zemřel v mládí. Svůj majetek odkázal londýnskému lékárníkovi Williamu Monkemu, ve své závěti pamatoval také na Henryho Foxe, který byl jeho patronem v době válečného soudu v roce 1744.